# Midnights
Midnights és el desé àlbum d'estudi de la cantautora estatunidenca Taylor Swift, publicat el 21 d'octubre de 2022 a través de Republic Records. Anunciat als MTV Video Music Awards 2022, l'àlbum marca el primer treball nou de Swift des d'Evermore l'any 2020. Swift va escriure i produir Midnights amb Jack Antonoff i el va descriure com un àlbum conceptual que narra un "viatge a través de terrors i dolços somnis" i "13 nits sense dormir" de la seua vida.
Després d'una promoció insignificant dels seus àlbums d'estudi anteriors, Swift va tornar a la publicació d'àlbum tradicional amb Midnights. Va donar a conéixer el tracklist a través d'una sèrie de TikTok anomenada Midnights Mayhem with Me del 21 de setembre al 7 d'octubre de 2022. El quart tema, "Snow on the Beach", compta amb Lana Del Rey. Tres hores després del llançament inicial a mitjanit, va publicar per sorpresa set temes addicionals, com a part de l'"edició 3am" ("3am Edition"). Midnights va rebre un gran reconeixement per part dels crítics musicals, que van lloar el seu concepte, la producció moderada i la composició sincera de cançons.
Swift va adoptar una estètica glamurosa per a Midnights basada en la moda dels anys setanta. El 20 d'octubre es va publicar un tràiler amb diverses imatges de l'àlbum. Un vídeo musical del primer senzill, "Anti-Hero", es va estrenar el 21 d'octubre de 2022.
L'àlbum va trencar rècords de reproduccions a Spotify, Apple Music i Amazon Music, va aconseguir la setmana de vendes de vinil més gran del segle XXI, es va convertir en l'àlbum més venut des de Reputation (2017), també de Swift, i va acabar el seu primer dia com l'àlbum més venut de 2022.

## Història
Després d'una disputa sobre la venda dels màsters dels seus primers sis àlbums d'estudi el 2019, Taylor Swift va anunciar plans per tornar a gravar aquests àlbums. Va llançar els dos primers d'aquests re-enregistraments, Fearless (Taylor's Version) i Red (Taylor's Version), el 2021. Aquest últim incloïa la versió original de deu minuts de la seua cançó del 2012 "All Too Well", així com un curt corresponent escrit i dirigit per Swift. Els mitjans de comunicació esperaven que a continuació publiques la tercera regravació.
| «                                        | Català Estem desperts en l'amor i en la por, en l'agitació i en les llàgrimes. Mirem les parets i bevem fins que ens tornen a respondre. Tornem a les nostres gàbies fetes per nosaltres mateixos i preguem perquè no estem, en aquest moment, a punt de cometre algun error fatídic que canvie la vida. Aquesta és una col·lecció de música escrita enmig de la nit, un viatge a través del terror i dolços somnis. Els pisos que passegem i els dimonis als quals ens enfrontem. Per a tots els que hem fet voltes i hem decidit mantenir la llanterna encesa i anar a buscar, amb l'esperança que potser, quan el rellotge doni les dotze... ens trobarem amb nosaltres mateixos. | Anglés We lie awake in love and in fear, in turmoil and in tears. We stare at walls and drink until they speak back. We twist in our self-made cages and pray that we aren't—right this minute—about to make some fateful life-altering mistake. This is a collection of music written in the middle of the night, a journey through terrors and sweet dreams. The floors we pace and the demons we face. For all of us who have tossed and turned and decided to keep the lanterns lit and go searching—hoping that just maybe, when the clock strikes twelve ... we'll meet ourselves. | » |
| — Swift, parlant de l'àlbum a les xarxes | | |   |

Swift va obtenir cinc nominacions per al curtmetratge als MTV Video Music Awards 2022 el 28 d'agost de 2022 i en va guanyar tres. En el seu discurs d'acceptació del premi al Vídeo de l'Any, va anunciar un àlbum d'estudi "nou per estrenar" previst per al llançament el 21 d'octubre de 2022. Poc després, el lloc web oficial de Swift es va actualitzar amb un rellotge que comptava enrere fins a la mitjanit i la frase " Ens veiem a mitjanit". Els llenços d'algunes de les cançons de Swift a Spotify es van canviar a un visual que mostrava el rellotge. A mitjanit, Swift va publicar als seus comptes de xarxes socials que el seu desé àlbum d'estudi es titularia Midnights, acompanyat d'una premissa i una versió temporal de la portada. Va descriure l'àlbum com "les històries de 13 nits sense dormir escampades al llarg de la seua vida".

## Escriptura i producció
Segons Swift, el tema de Midnights es va inspirar en cinc temes principals: l'autoodi, les fantasies de venjança, "preguntar-se què podria haver estat", enamorar-se i "desintegrar-se". Swift va contractar el seu col·laborador Jack Antonoff per produir Midnights. La parella va escriure junts 11 de les 13 cançons de l'àlbum; dels dos restants, Swift va escriure la cançó "Vigilante Shit" sola i "Sweet Nothing" amb el seu xicot, Joe Alwyn, a qui se li atribueix el seu pseudònim William Bowery. La seua vida amorosa va inspirar les cançons "Lavender Haze" i "Snow on the Beach", la primera de les quals pren la frase "in the lavender haze" de la sèrie dramàtica d'època, Mad Men. Swift va escriure "Lavender Haze" després que ella i Alwyn hagueren de protegir la seua relació d'un escrutini no sol·licitat en línia ("rumors estranys" i "coses de tabloide"), i "Snow on the Beach" tracta d'"enamorar-se d'algú al mateix temps com s'estan enamorant de tu", coescrita per la cantant estatunidenca Lana Del Rey. A "Anti-Hero", Swift detalla les seues inseguretats, com ara lluitar per "no sentir-se com una persona".

## Música
L'edició estàndard de Midnights consta de 13 temes. El CD de luxe afegeix tres cançons addicionals, de les quals dues són remixes, mentre que l'edició exclusiva per a reproducció en línia, titulada Midnights (3am Edition), afegeix set temes addicionals més. Sis de les cançons de l'àlbum estan etiquetades com a explícites. Lana Del Rey ofereix la veu convidada al quart tema, "Snow on the Beach".
Partint del so folk alternatiu de Folklore i Evermore (2020), Midnights s'ha descrit com un àlbum experimental, que barreja pop electrònic, synth-pop, indie pop i música chill-out. Està construït al voltant de melodies subtils, ritmes emfatitzats, sintetitzadors atmosfèrics, ritmes programats i caixa de ritmes, amb la veu de Swift que conté cadències de hip-hop, country i conversacionals, i de vegades fins i tot deformades electrònicament. Segons Paste, Midnights "es mou bastant sense esforç entre la discoteca i un bulevard il·luminat per la lluna", representant la visió de Swift sobre la "poptrònica vidriada i esquitxada". The Line of Best Fit va descriure l'estil de producció com a "jugarós" i relaxant.
Diversos periodistes han descrit Midnights com un àlbum conceptual. "Midnight" és un motiu líric recurrent a la música de Swift, que s'ha utilitzat en diferents contextos i punts de vista en els seus àlbums anteriors. L'A.V. Club va dir que Midnights amplia el motiu artístic "en un àlbum en tota regla". Els crítics van opinar que l'àlbum explora la seguretat en si mateix, l'autocrítica, la inseguretat, l'ansietat, la imatge pública i l'insomni de Swift, i van caracteritzar el lirisme com a confessional però de naturalesa "críptica". Segons Rolling Stone, l'àlbum està "atrapat entre una història d'amor i un complot de venjança". NME i DIY consideren Midnights com l'escriptura més sincera de Swift fins ara.

## Publicació
Midnights es va publicar el 21 d'octubre de 2022. L'àlbum estava disponible per reservar-lo al seu lloc web. Dos vídeos musicals, per a "Anti-Hero" i "Bejeweled", es van estrenar els dies 21 i 25 d'octubre, respectivament. Al Midnights Manifest, Swift també va provocar una "sorpresa especial molt caòtica" que va passar 3 hores després del llançament de l'àlbum. Això es va materialitzar en una versió digital i només en línia de l'àlbum titulada Midnights (3am Edition), que contenia 7 cançons addicionals que, segons Swift, van ser escrites però eliminades per mantenir l'àlbum en 13 cançons.
Va trencar el rècord de Spotify per a l'àlbum més reproduït en un sol dia, obtenint 185 milions de reproduccions en el seu primer dia a la plataforma. Swift també es va convertir en l'artista més retransmesa en un sol dia a Spotify, amb 228 milions de reproduccions a través de tot el seu catàleg. L'àlbum també va trencar el rècord d'Apple Music per a l'àlbum pop més reproduït en un sol dia, i el rècord d'Amazon Music per a l'àlbum més reproduït en un sol dia.
Billboard va informar que Midnights va vendre més de 800.000 àlbums en el seu primer dia als Estats Units, incloent-hi 400.000 LP de vinil i 88 milions de reproduccions, convertint-se instantàniament en l'àlbum més venut de 2022; va registrar la setmana de vendes més gran d'un àlbum des de Reputation de Swift (2017) i el disc de vinil més venut en una setmana des de 1991. A la Xina, Midnights va vendre més de 200.000 àlbums digitals en el seu primer dia a QQ Music.

## Cançons
| 1.            | «Lavender Haze»                        | 3:22  |
| 2.            | «Maroon»                               | 3:38  |
| 3.            | «Anti-Hero»                            | 3:20  |
| 4.            | «Snow on the Beach» (amb Lana Del Rey) | 4:16  |
| 5.            | «You're on Your Own, Kid»              | 3:14  |
| 6.            | «Midnight Rain»                        | 2:54  |
| 7.            | «Question...?»                         | 3:30  |
| 8.            | «Vigilante Shit»                       | 2:44  |
| 9.            | «Bejeweled»                            | 3:14  |
| 10.           | «Labyrinth»                            | 4:07  |
| 11.           | «Karma»                                | 3:24  |
| 12.           | «Sweet Nothing»                        | 3:08  |
| 13.           | «Mastermind»                           | 3:11  |
| Durada total: | Durada total:                          | 44:02 |

| 14.           | «The Great War»                 | 4:00  |
| 15.           | «Bigger Than the Whole Sky»     | 3:38  |
| 16.           | «Paris»                         | 3:16  |
| 17.           | «High Infidelity»               | 3:51  |
| 18.           | «Glitch»                        | 2:28  |
| 19.           | «Would've, Could've, Should've» | 4:20  |
| 20.           | «Dear Reader»                   | 3:45  |
| Durada total: | Durada total:                   | 69:20 |